# Peoria Koshiba
Peoria Koshiba (ur. 27 czerwca 1979, Ngerbeched) – lekkoatletka z Palau, sprinterka, specjalizująca się w biegu na 100 metrów. Dwukrotna olimpijka. 
Po raz pierwszy reprezentowała swój kraj na igrzyskach w Sydney - w pierwszej rundzie eliminacji uzyskała czas 12.66 i nie awansowała dalej. Po raz drugi startowała na w igrzyskach w Pekinie, gdzie również odpadła w pierwszej rundzie z czasem 13.18. 

## Rekordy życiowe
| Dystans       | Wynik (s) | Miejsce | Data             |
| ------------- | --------- | ------- | ---------------- |
| Bieg na 100 m | 12.66     | Sydney  | 22 września 2000 |
| Bieg na 200 m | 26.29     | Sydney  | 19 sierpnia 2000 |